# Nudo boa

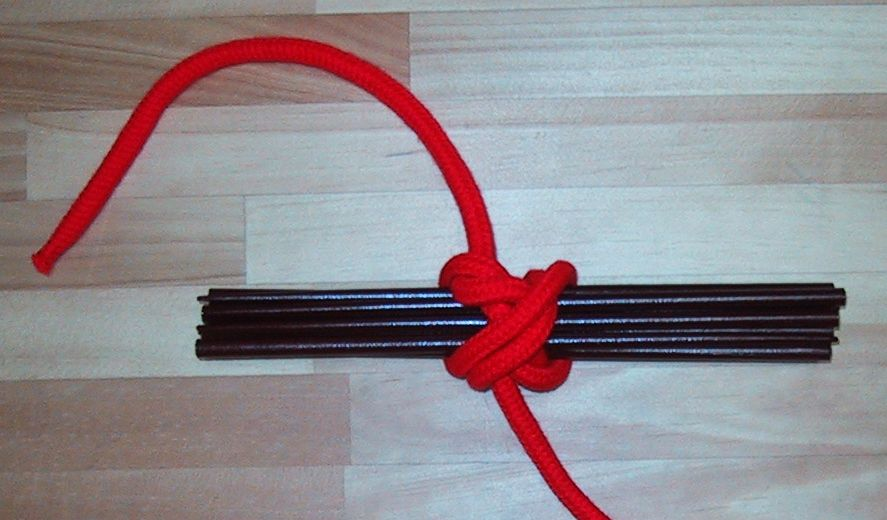
Nudo boa.

El nudo boa es un nudo moderno, inventado por el tejedor Peter Collingwood en 1996. Su intención era desarrollar un nudo que se podría sostener bien cuando el objeto restringido se redujera.
El nudo boa está relacionado con el doble nudo constrictor. Combina la estructura y las cualidades de estos dos nudos.
El nudo boa es especialmente utilizado para asegurar objetos en cargas cilíndricas.

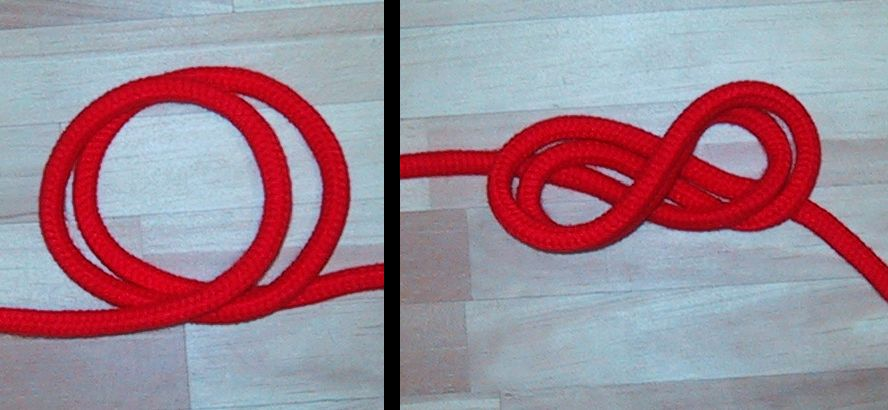
Nudo boa paso a paso.